# جو بو عيد
جو بوعيد (8 سبتمبر 1985-) مخرج سينمائي وأغاني مصورة لبناني. أخرج أغاني مصورة لعدة مغنيين منهم نانسي عجرم وأحلام ويارا وفارس كرم.

## حياته
ولِد في جنوب لبنان، ونما في مرحلة انتقالية لبلد يحاول لملمة نفسه بين حروبٍ مستترة وفترات
سلام مؤَقتة، حيث أصبحت السينما فيه ترجمة لواقع حياة يعيشه كلّ يوم...
حاز على ماستر في فنون السينما من جامعة القديس يوسف في بيروت عام 2007.

## مشواره المهني
بدأ مسيرة الإخراج من خلال أفلام قصيرة ووثائقية كما أخرج عدداً من الاغاني المصوّرة لفنانين لبنانيين وعرب.
حاز على جائزة أفضل مخرج سنة 2009 عن عمله المصوّر الثالث.
كما حاز على جائزة أفضل فيلم روائي قصير «دود الخل» عام 2005 في «طنجة» وأفضل مونتاج في مهرجان بيروت السينمائي
كما عمل كمخرج رئيسي لحملة حقوق الأطفال مع منظمة اليونيسيف وسفراء النوايا الحسنة في الشرق الأوسط وشمال أفريقيا (منهم كاظم الساهر، نانسي عجرم وصابر الرباعي....).
غير أن اندفاعه وشغفه للسينما دفعاه للعمل على فيلمه الطويل الأول، «تنّوره ماكسي» الذي من خلاله قرّر التكلّم بحبّ وسخريّة عن مجتمعه وقصصه الحميميّة والشخصيّة.

## أعماله

### أغاني مصورة
- عشقاك،أسمرا 2011 [2]
- ما تجي هنا، نانسي عجرم، 2014
- متل الشجر مزروعين، هبة طوجي، تلحين: أسامة الرحباني، (كليب للجيش اللبناني)، 1 أغسطس 2014
- رجعتلا، جنّو بحلاكي، الفسطان جو أشقر، 2014
- شوفي بينك و بينها، الساعة شذى حسون،2010
- لغة العين، يو تي إن وان، 2008
- شفتو من بعيد، ما يهمك يارا، 2014
- من عيوني، آمان ميريام فارس، 2010,2015
- أحلام البنات، باسكال مشعلاني، 2013
- عالطيب، فارس كرم،2015
- يا جدع، نوال الزغبي، 2015
- طلقة، يلازمني خيالك أحلام الشامسي،2016
- سبع ترواح، مايا دياب، 2016
- عم بحكي مع حالي، نوال الزغبي، 2016
- تولع، نوال الزغبي، 2017
- ع موعدنا ولا شو،فارس كرم،2022

### أفلام
- تنّورة ماكسي، 2012

## الجوائز
- جائزة لجنة التحكيم كأفضل مخرج عن فيلم «تنورة ماكسي» من مهرجان القاهرة السينمائي الدولي، 2012
- جائزة أفضل مخرج في مهرجان موناكو للافلام
- Best Film to Watch في مهرجان Washington Dc - Arabian Sights 2012

## وصلات خارجية
- الموقع الرسمي
- جو بو عيد على موقع IMDb (الإنجليزية)
- جو بو عيد على موقع قاعدة بيانات الأفلام العربية
- جو بو عيد على موقع قاعدة بيانات الفيلم (الإنجليزية)
- قناة جو بو عيد في يوتيوب